# Andreas Hallander
Andreas Hallander (født 13. november 1755, død 3. april 1828 i København) var en dansk stadshauptmand og arkitekt, der har sat et stort aftryk på Københavns bygningsmasse. Sammen med bl.a. Johan Martin Quists værker er Hallanders bygninger i Middelalderbyen er den dag i dag med til at fastholde billedet af guldalderens bykerne med klassicistiske borgerhuse.
Andreas Hallander var søn af møller Jens Nielsen Hallander og Dorthea Andersdatter Falk. Han var udlært tømrer, gik på Kunstakademiet i København under C.F. Harsdorff og vandt den store sølvmedalje 1780. 1783 blev han tømrermester. Han var medlem af de 32 mænds råd 1806-07 og stadshauptmand med obersts rang for Københavns borgervæbning 1808. Hallander havde Harsdorff som professor og Hans Næss som informator på Akademiet, og hans beboelsesbygninger er fornemme repræsentanter for den borgerlige klassicisme, som Harsdorff havde indledt. Han var en del af en snæver kreds af Harsdorffs elever, venner fra akademitiden, der kom til at monopolisere opgaven med at genopbygge København. Disse bygmestre, bl.a. Johan Martin Quist, Christian Martens og Andreas Kirkerup, sås i loger, var skydebrøde i Det Kongelige Skydeselskab og var desuden involveret i brandkorpset og det borgerlige artilleri. De giftede sig med hinandens døtre og enker og stod faddere ved dåbshandlinger. Disse driftige bygmestre tjente samtidig store formuer på genopbygningen, idet de købte grunde, bebyggede dem og videresolgte disse.
Andreas Hallander var en enormt produktiv byggespekulant og bygmester og i høj grad arkitekten, der efter Københavns brand 1795 skabte Guldalderens borgerlige bybillede, som det stadig kan opleves i hovedstadens centrum. De fleste af hans klassicistiske huse er i dag fredet.
Hallander var Ridder af Dannebrog og Dannebrogsmand.
Han blev gift med Emilie (Ehm) Tønnesen (døbt 5. august 1765 i København – 1. oktober 1848 sammesteds), datter af skipper Jan Jansen Tønnesen og Bodil Hansdatter. Han er begravet på Assistens Kirkegård.

## Borgerhuse i København
Efter Københavns brand i 1794 og 1807 øgede de brandsikkerheden i København, og bygningerne fik blandt andet ”brækkede” hjørner. Dette gjorde så det ikke var så svært og langsommeligt for brandvæsnet at komme rundt i gaderne.
De ”brækkede” hjørner er senere hen blevet et specielt arkitektonisk præg, som København er kendt for. Husene fra denne periode er meget enkle, med regulære facader og med meget få dekorationer, de er derved inspireret af klassicismen. I Klassicismen var man stærkt inspireret af antikke idealer for arkitekturen, særlige karakteristiske træk for klassicismen er søjler, buer, enkelthed, rene former, lige linjer, symmetrisk og harmonisk opbygning.
Borgerhuset i Vestergade er en hvid hjørnebygning. Nederste del er lavet af noget ligner mursten, imens den midterste og øverste del blot er glat mur. De tre dele af opdelt af en diskret kordon. Bygningen er delvist symmetrisk set fra hjørnet af. Det symmetriske stopper idet bygningen er længere på venstre side.

## Gengivelser
Adolph Strunks Samlinger til en beskrivende Catalog over Portraiter af Danske, Norske og Holstenere (1865) anfører:
- 983a. Brb. en face t. Yenstre, i en Oval. Hans krøllede Haar er strøget tilbage. Han er i Uniform med Epauletter, og, skjøndt den er tilknappet, seer man dog lidt af Krydset og det sorte Halsbind. Dec. med Ridderkorset. Roulettemaneer. 3" 9"’ h. 3" 1’" b. Hansen del. A. Flint sculp. Underskrift: A. Hallander Stadshauptmand, Oberst og Chef for Kiøbenhavns Borgervæbning, Ridder af Dannebrog.

- 983b. Brb. en face t. Yenstre, i en Oval. Hovedet synes at grunde sig paa samme Billede som Foregaaende, men Uniformen og Epauletterne ere moderniserede, ligesom han ogsaa er dec. med begge Danebrogskorsene. 3" 6"’ h. 3" b. Underskrift: A. Hallander. Stadshauptmand, Oberst og Chef for Kiøbenhavns Borgervæbning. Ridder af Dannebrog og Dannebrogsmand. Titelkobber til Garbrechts Borgersange, udgivne af Stadthagen, København, 1828. 8vo.

## Værker (alle i København)
- Sankt Annæ Plads 10 (1785)
- Amaliegade 43 (1790-93, påbegyndt af Johan Martin Quist)
- Amaliegade 45 (1790-91, facaden ændret 1801)
- Amaliegade 47 (1790)
- Amaliegade 49, Esplanaden 49 (1788)
- Esplanaden 34 (1791)
- Esplanaden 32 (1793)
- Bredgade 33 og 35 (1794)
- Bredgade 38 (1801)
- Nikolaj Plads 30, tidl. Skt. Nikolaj fattiges kirkeskole (1795, sammen med Andreas Kirkerup, facaden senere ændret)
- Nikolaj Plads 32 (1796-97)
- Admiralgade 8 (1795, nedrevet)
- Admiralgade 12/Fortunstræde 2 (1796-98, nedrevet)
- Pilestræde 35 (1796)
- Vestergade 14 og 16, Larsbjørnsstræde 1 og 3 (1796-97, sammen med Lauritz Thrane)
- Kompagnistræde 18 (1797)
- Kompagnistræde 32, Lille Kirkestræde 1, Nikolaj Plads 28 (1797)
- Rådhusstræde 1, Brolæggerstræde 13 (1797)
- Rådhusstræde 6, Kompagnistræde 28-30 (1797)
- Gammel Strand 46 (1797)
- Farvergade 4 (1797, nedrevet)
- Højbro Plads 19 (1798)
- Højbro Plads 21, Ved Stranden 20 (1798-99)
- Nikolajgade 20 (1799-1800, sammen med A.C. Wilcken)
- Wildersgade 60, 62 (Wildersgades Kaserne) (1802, sammen med Jørgen Henrik Rawert)
- Kronprinsessegade 20 (1805-06, sammen med Jørgen Henrik Rawert)
- Kronprinsessegade 22, 24 (1807-08, sammen med A.C. Wilcken)
- Kronprinsessegades Kaserne, Kronprinsessegade 46 (udvidelse 1805-07, sammen med Jørgen Henrik Rawert)
- Eget landsted i Gentofte (nedrevet)

### Projekter
- Genopførelse af Sankt Nikolaj Kirke (efter 1795)
- Interimistisk hus for 36 brandlidte familier (1795)
- Industribygning, muligvis den kgl. maltmølle (udateret)